# 歐塞奇縣 (密蘇里州)
歐塞奇縣（英語：Osage County）是美国密蘇里州中部的一個縣，北界密苏里河，面積1,589平方公里。根據2020年美國人口普查，共有人口13,274人。縣治林恩（Linn）。該縣成立於1841年1月29日，縣名來自欧塞奇河。